# کالینینو (استان آمور)
کالینینو (به لاتین: Kalinino) یک منطقهٔ مسکونی در روسیه است که در استان آمور واقع شده‌است.